# Championnat de Suède de hockey sur glace
Le championnat de Suède Élite de hockey sur glace porte le nom de SHL pour Svenska Hockeyligan (en Suède) ou Swedish Hockey League (nom anglais et international). La première saison disputée sous le nom de SHL est jouée en 2013-2014. Le championnat suédois est classé 4e championnat européen par la fédération internationale.

## Organisation

Ancien logo de l'Elitserien.

Le championnat Élite de Suède existe cependant depuis 1921-1922. Il a porté plusieurs noms :
- Klass 1 de 1922 à 1927 ;
- Elitserien de 1927 à 1935 ;
- Svenska serien de 1935 à 1944 ;
- Division 1 de 1944 à 1975 ;
- Elitserien de 1975 à 2013 ;
- Svenska Hockeyligan (SHL) depuis 2013.

### Saison régulière
La SHL regroupe les quatorze meilleurs clubs de Suède qui s'affrontent au cours d'un calendrier de 52 matchs depuis la saison 2006-2007 (50 auparavant), calendrier qui compte, selon les équipes, soit 26 matchs à domicile et 26 à l'extérieur, soit l'inverse. En cas de match nul au bout des 60 minutes règlementaires, les équipes sont départagées par une période de cinq minutes additionnelles de prolongation jouée en « mort subite ». Le système des points fonctionne de la façon suivante :
- 3 points pour une victoire en temps règlementaire
- 2 points pour une victoire en prolongation
- 0 points pour une défaite en temps règlementaire

De plus, l'équipe victorieuse reçoit un bonus de 50 000 couronnes

### Séries éliminatoires
Les séries débutent au terme de la saison régulière. Les huit meilleures équipes se disputent pour l'obtention du trophée Le Mat du championnat suédois. Depuis quelques années, toutes les séries sont du format « quatre-de-sept », où il faut remporter quatre victoires au cours d'un maximum de sept matchs pour avancer au tour suivant. L'équipe championne de la saison régulière a l'avantage de commencer à domicile dans tous les matches décisifs en séries. Färjestads BK détient le record du plus grand nombre de victoires depuis que la ligue s'appelle Elitserien en 1975, avec 9 réalisations. Djurgården est cependant le club le plus titré, avec 16 titres de champion.
Les équipes classées neuvième et dixième ne prennent part à aucun autre tournoi post-saison ; les clubs classés onzième et douzième prennent part à la Kvalserien pour jouer leur maintien en Elitserien ou leur relégation en HockeyAllsvenskan (seconde division suédoise).

## Équipes

### Équipes engagées (saison 2023-2024)
| \| Karlstad Göteborg Jönköping Leksand Linköping Luleå Malmö Örnsköldsvik Örebro Oskarshamn Ängelholm Skellefteå Timrå Växjö \| Localisation des clubs engagés dans le championnat. |
| Karlstad Göteborg Jönköping Leksand Linköping Luleå Malmö Örnsköldsvik Örebro Oskarshamn Ängelholm Skellefteå Timrå Växjö                                                           |

| Équipe          | Ville        | Patinoire              | Capacité |
| --------------- | ------------ | ---------------------- | -------- |
| Färjestads BK   | Karlstad     | Löfbergs Arena         | 8 250    |
| Frölunda HC     | Göteborg     | Scandinavium           | 12 044   |
| HV 71           | Jönköping    | Husqvarna Garden       | 7 000    |
| Leksands IF     | Leksand      | Tegera Arena           | 7 650    |
| Linköpings HC   | Linköping    | Saab Arena             | 8 500    |
| Luleå HF        | Luleå        | Coop Norrbotten Arena  | 6 150    |
| Malmö Redhawks  | Malmö        | Malmö Arena            | 12 600   |
| MODO Hockey     | Örnsköldsvik | Hägglunds Arena        | 7 050    |
| Örebro HK       | Örebro       | Behrn Arena            | 5 500    |
| IK Oskarshamn   | Oskarshamn   | Be-Ge Hockey Center    | 3 275    |
| Rögle BK        | Ängelholm    | Catena Arena           | 6 310    |
| Skellefteå AIK  | Skellefteå   | Skellefteå Kraft Arena | 5 801    |
| Timrå IK        | Timrå        | NHC Arena              | 5 880    |
| Växjö Lakers HC | Växjö        | Vida Arena             | 5 750    |

### Palmarès

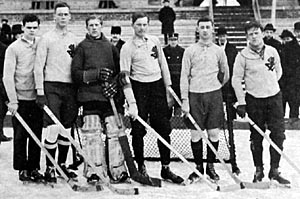
Première équipe championne de Suède en 1922.

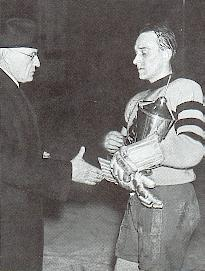
Remise du trophée Le Mat à Axel Nilsson en 1938.

| - 1922 - IK Göta - 1923 - IK Göta - 1924 - IK Göta - 1925 - Södertälje SK - 1926 - Djurgårdens IF - 1927 - IK Göta - 1928 - IK Göta - 1929 - IK Göta - 1930 - IK Göta - 1931 - Södertälje SK - 1932 - Hammarby IF - 1933 - Hammarby IF - 1934 - AIK - 1935 - AIK - 1936 - Hammarby IF - 1937 - Hammarby IF - 1938 - AIK - 1939 - Non disputé - 1940 - IK Göta - 1941 - Södertälje SK - 1942 - Hammarby IF - 1943 - Hammarby IF - 1944 - Södertälje SK - 1945 - Hammarby IF - 1946 - AIK - 1947 - AIK - 1948 - IK Göta - 1949 - Non disputé - 1950 - Djurgårdens IF - 1951 - Hammarby IF - 1952 - Non disputé - 1953 - Södertälje SK - 1954 - Djurgårdens IF - 1955 - Djurgårdens IF - 1956 - Södertälje SK | - 1957 - Gävle Godtemplares IK - 1958 - Djurgårdens IF - 1959 - Djurgårdens IF - 1960 - Djurgårdens IF - 1961 - Djurgårdens IF - 1962 - Djurgårdens IF - 1963 - Djurgårdens IF - 1964 - Brynäs IF - 1965 - Västra Frölunda IF - 1966 - Brynäs IF - 1967 - Brynäs IF - 1968 - Brynäs IF - 1969 - Leksands IF - 1970 - Brynäs IF - 1971 - Brynäs IF - 1972 - Brynäs IF - 1973 - Leksands IF - 1974 - Leksands IF - 1975 - Leksands IF - 1976 - Brynäs IF - 1977 - Brynäs IF - 1978 - Skellefteå AIK - 1979 - Modo AIK - 1980 - Brynäs IF - 1981 - Färjestads BK - 1982 - AIK - 1983 - Djurgårdens IF - 1984 - AIK - 1985 - Södertälje SK - 1986 - Färjestads BK - 1987 - IF Björklöven - 1988 - Färjestads BK - 1989 - Djurgårdens IF - 1990 - Djurgårdens IF - 1991 - Djurgårdens IF | - 1992 - Malmö IF - 1993 - Brynäs IF - 1994 - Malmö IF - 1995 - HV 71 - 1996 - Luleå HF - 1997 - Färjestads BK - 1998 - Färjestads BK - 1999 - Brynäs IF - 2000 - Djurgårdens IF - 2001 - Djurgårdens IF - 2002 - Färjestads BK - 2003 - Västra Frölunda HC - 2004 - HV 71 - 2005 - Frölunda HC - 2006 - Färjestads BK - 2007 - MODO Hockey - 2008 - HV 71 - 2009 - Färjestads BK - 2010 - HV 71 - 2011 - Färjestads BK - 2012 - Brynäs IF - 2013 - Skellefteå AIK - 2014 - Skellefteå AIK - 2015 - Växjö Lakers HC - 2016 - Frölunda HC - 2017 - HV 71 - 2018 - Växjö Lakers HC - 2019 - Frölunda HC - 2020 - aucun champion désigné - 2021 - Växjö Lakers HC - 2022 - Färjestads BK - 2023 - Växjö Lakers HC - 2024 - Skellefteå AIK |